# Liste deutscher Bezeichnungen von Schweizer Orten
Diese Liste enthält die deutschen Bezeichnungen von französisch-, italienisch- oder rätoromanischsprachigen Schweizer Orten (Städte, Flüsse, Inseln etc.).
Es sind nur Orte aufgelistet, deren Sprache nicht deutsch oder nicht mehrsprachig (bilingual, trilingual) ist. Mit einem „bilingualen Fluss/See/Kanton“ ist gemeint, dass dieser sowohl deutschsprachige als auch fremdsprachige Orte berührt.
Deutsche Ortsnamen, die kursiv dargestellt sind, haben historischen Charakter. Das heisst, dass sie heute kaum mehr bekannt sind. Andere deutsche Bezeichnungen werden zwar nicht in der ganzen Schweiz verwendet, sind aber in der regionalen Nachbarschaft durchaus noch üblich.
- F: Französischsprachige Bezeichnung des Ortes
- I: Italienischsprachige Bezeichnung des Ortes
- R: Rätoromanischsprachige Bezeichnung des Ortes

Vor allem im Grenzbereich zwischen der Deutschschweiz und der Romandie sowie in Graubünden gibt es für praktisch jeden Ort Bezeichnungen in den beiden entsprechenden Landessprachen.

## A
- Acla da Fans (R): Pfandshof, Funshof
- Adula: Rheinwaldhorn
- Agno (I): Eng
- Aigle (F): Älen
- Airolo (I): Eriels
- Ajoie (F): Elsgau (Region)
- Albeuve (F): Weissbach
- Alle (F): Hall
- Almen (R): Almens
- Alvagni (R): Alvaneu, Alveneu
- Alvaschagn (R): Alvaschein
- Alvra (R): Albula (Tal & Fluss bilingual R/D)
- Andiast (R): Andest
- Ardez (R): Ardetz, Steinsberg (letzterer Name ist nach wie vor der Name der örtlichen Burgruine)
- Arconciel (F): Ergenzach
- Ascona (I): Aschgunen
- Asuel (F): Hasenburg
- Autigny (F): Ottenach
- Auvernier (F): Avernach
- Aven (F): Avent
- Avenches (F): Wifflisburg
- Avry-sur-Matran (F): Affry ob Matran

## B
- Bagnes (F): Bangis
- Barberêche (F): Bärfischen (deutscher Name regional gebraucht)
- Bassecourt (F): Altdorf (Jura)
- Belfaux (F): Gumschen
- Bellinzona (I): Bellenz (teilweise umgangs- und militärsprachlich noch gebraucht)
- Belprahon (F): Tiefenbach
- Berlens (F): Berlingen
- Beurnevésin (F): Brischwiler
- Bever (R): Bevers
- Bévilard (F): Bewiler
- Bex (F): Beis
- Biasca (I): Ablentsch, Ablentschen
- Bienne (F): Biel (bilingual D/F)
- Bionnens (F): Bionning
- Bissone (I): Byssen
- Bivio (I): Stalla (trilingual D/R/I, rätorom.: Beiva; lokal noch in Gebrauch)
- Boécourt (F): Biestingen
- Les Bois (F): Rudisholz
- Boncourt (F): Bubendorf
- Bondo (I): Bund
- Bonfol (F): Pumpfel
- Bonnefontaine (F): Muffethan
- Bos-cha (R): Boschia
- Bosco (I): Gurin (bilingual I/D)
- Bossonnens (F): Bossum
- Botterens (F): Botteringen
- Boujean (F): Bözingen (Bieler Ortsteil, bilingual D/F)
- Bourguillon (F): Bürglen (Freiburger Ortsteil, bilingual D/F)
- Bourg-Saint-Pierre (F): Sankt Petersburg
- Bourrignon (F): Bürkis
- Bovernier (F): Birnier
- Bramois (F): Brämis (heute Ortsteil von Sitten; deutscher Name regional gebraucht)
- Bravuogn (R): Bergün (bilingual D/R)
- Breil (R): Brigels
- Breuleux, Les (F): Brandisholz
- Brinzauls (R): Brienz (bilingual D/R)
- Brissago (I): Brisa
- Broc (F): Bruck
- Broye (F): Brüw (Fluss)
- Brusio (I): Brüs
- Le Bry (F): Im Kehr
- Bucarischuna (R): Bucalischö
- Buchillon (F): Büchslen
- Buix (F): Buchs
- Bulle (F): Boll (im benachbarten Jaun noch üblich)
- Bure (F): Burnen
- Buseno (I): Busen

## C
- Calantgil/Canicül (R): Innerferrera. Im Walserdeutsch der angrenzenden Gebiete Avers und Rheinwald ist allein Canicül üblich.
- Castasegna (I): Castasengen
- Casti (R): Tiefencastel, Tiefenkasten
- Castrisch (R): Kästris
- Cazas (R): Cazis
- Lago di Ceresio (I): Luganersee oder Lauisersee (See)
- Cerniat (F): Scherni
- Cervino (I): Matterhorn (Berg) (bilingual I/D)
- Chaindon: Zerkinden
- Chalais (F): Schalei
- Chamoson (F): Tschamboss
- Champfèr (R): Campfèr
- Chapella (R): Capella
- Chapütschin (R): Schwarzkopf
- Charmey: Galmis (im benachbarten Jaun noch üblich)
- Charmoille: Kalmiz
- Chaschauna (R): Casana (D/I, nurmehr im Italienischen gebräuchlich)
- Chasseral (F): Gestler (Berg) (deutscher Name regional noch bekannt)
- Château-d’Oex (F): Ösch
- Châtel-Saint-Denis (F): Kastels St. Dionys
- Châtillon JU (F): Kastel
- Chaumont (F): Zöumet
- Chénens (F): Geiningen
- Chevenez (F): Kevenach
- Chiasso (I): Pias
- Chippis (F): Zippis
- Choindez (F): Schwende
- Cinuos-chel (R): Cinuskel, Cinuschel
- Clugen (R): Clugin
- Coeuve (F): Kuef, Kufen
- Conthey (F): Gundis (Region; deutscher Name regional in Gebrauch)
- Corban (F): Battendorf
- Corbières (F): Korbers
- Cormagens (F): Cormasing
- Cormérod (F): Kormerat
- Corminboeuf (F): St. Jörg
- Corn da Tinizong (R): Tinzenhorn
- Cornaux (F): Curnau
- Cornol (F): Gundelsdorf
- Cottens FR (F): Cottingen
- Courcelon (F): Sollendorf
- Courchapoix (F): Gebsdorf
- Courchavon (F): Vogtsburg
- Courgenay (F): Jennsdorf
- Courgevaux (F): Gurwolf
- Cournillens (F): Kurlin
- Courrendlin (F): Rennendorf
- Courroux (F): Lüttelsdorf
- Courtedoux (F): Ludolfsdorf
- Courtételle (F): Cortittel
- Cousimbert (F): Käsenberg oder Gaissenberg
- Crap da Flem (R): Flimserstein
- Crap Glaruna (R): Chli Tödi
- Crast’Alva (R): Biancograt
- Cressier (F): Grissach
- Crésuz (F): Kürjü
- Cudrefin (F): Guderfi
- Cumbel (R): Cumbels, Combels
- Cumpadials (R): Compadials
- Cunter (R): Conters im Oberhalbstein
- Cuolm d’Ursera (R): Oberalppass
- Cuolm S-chaletta (R): Scalettapass
- Cuolmen d’Fenga (R): Fimberpass
- Curuna Lada (R): Breite Krone

## D
- Daillens (F): Dachslingen
- Degen (R): Igels
- Delémont (F): Delsberg
- Denges (F): Dalingen
- Develier (F): Dietwiler
- Diesse (F): Tess
- Domat (R): Ems
- Donat (R): Donath
- Donatyre (F): Mutterzieh
- Drance (F): Dranse (Fluss)
- Duin (R): Duvin
- (Piz) Durschin (R): Bifertenstock

## E
- Echallens (F): Tscherlitz
- Echarlens (F): Schärlingen
- Ecublens (F): Scubilingen
- Ecuvillens (F): Cüvellingen
- En (R): Inn (Fluss bilingual R/D)
- Engiadina (R): Engadin (Tal bilingual R/D)
- Engiadina bassa (R): Unterengadin (Tal)
- Engiadin’Ota (R): Oberengadin (Tal bilingual R/D)
- Enney (F): Zum Schnee
- Envelier (F): Wiler oder Welschwiler
- Epagnier (F): Späniz, Ortsteil von Marin-Epagnier
- Epagny (F): Eppenach
- Epalinges (F): Späningen
- Ependes (F): Spinz
- Eschert (F): Escherz
- Essert (F): Ried
- Estavannens (F): Estavanning
- Estavayer-le-Gibloux (F): Stäffis am Gibel
- Estavayer-le-Lac (F): Stäffis am See
- Evilard (F): Leubringen (bilingual D/F)

## F
- Faido (I): Pfaid
- Falera (R): Fellers
- Faoug (F): Pfauen
- Farden (R): Fardün
- Farera (R): Ausserferrera. Im Walserdeutsch der angrenzenden Gebiete Avers und Rheinwald ist allein "Freila" (Variante von Farera) üblich.
- Farschno (R): Fürstenau (bilingual D/R)
- Farvagny (F): Favernach
- Ferpicloz (F): Pichlen
- Ferrera (R): Schmitten
- Fétigny (F): Fetenach
- Filisour (R): Filisur
- Flearda (R): Flerden
- Flem (R): Flims (bilingual D/R)
- Forcola di Livigno (I): Luwiner Furka
- Franches Montagnes (F): Freiberge (Region)
- Fregiécourt (F): Friedlinsdorf
- Fribourg (F): Freiburg (Stadt & Kanton bilingual D/F)
- Frinvillier (F): Friedliswart
- Ftan (R): Fetan, Fettan
- Fully (F): Füllien
- Il Fuorn (R): Ofen(pass), Ofenberg

## G
- Gelgia (R): Julierpass, Julia (Fluss) oder Piz Julier
- Genève (F): Genf (Stadt; Kanton)
- Giogo da Sta. Maria (I): Wormser Joch (Umbrail)
- Giornico (I): Irnis
- Giufs (R): Juchs
- Giuvaulta (R): Rothenbrunnen (bilingual D/R)
- Givisiez (F): Siebenzach
- Glion (R): Ilanz
- Glogn (R): Glenner
- Glovelier (F): Lietingen
- Gran San Bernardo (I): Grosser St. Bernhard (bilingual D/I)
- Grandcour (F): Langendorf
- Grandfontaine (F): Langenbrunn
- Grandsivaz (F): Grossenwald
- Grandson (F): Gransee
- Grand St-Bernard (F): Grosser St. Bernhard (bilingual F/D)
- Grandval (F): Granfelden (in historischem Kontext allerdings noch gebräuchlich)
- Grandvillard (F): Langweiler
- Granges (F): Gradetsch
- Granges-Paccot (F): Zur Schüren
- Grigioni (I): Graubünden (Kanton trilingual D/R/I)
- Grimentz (F): Grimensi
- Grimisuat (F): Grimseln
- Grischun (R): Graubünden (Kanton trilingual D/R/I)
- Grône (F): Grün
- Gruyère (F): Greyerzerland (Region)
- Gruyères (F): Greyerz
- Güglia (R): Julierpass oder Piz Julier
- Gumefens (F): Gumefing und Gümefingen

## H
- Kloster Hauterive (F): Kloster Altenryf
- Hauterive NE (F): Altenryf
- Hérémence (F): Ermenz
- Hérens (F): Ering (Bezirk; deutscher Name regional in Gebrauch)

## I
- Igl Cuolm (R): Welschtobel
- Illens (F): Illingen

## J
- Jorat (F): Jurten (Region)
- Julia (R): Julier (Fluss)

## L
- Lac de Bienne (F): Bielersee (See bilingual D/F)
- Lac de la Gruyère (F): Greyerzersee
- Lago Maggiore (I): Langensee
- Lac de Neuchâtel (F): Neuenburgersee (See bilingual F/D)
- Lac Léman (F): Genfersee (See)
- Lago di Lugano (I): Luganersee oder Lauisersee (See)
- Lago di Poschiavo (I): Puschlaversee (See)
- Lags (R): Laax
- Lai (R): Lenzerheide (bilingual D/R)
- Lej da Champfèr (R): Champfèrer See
- Lai da San Murezzan (R): St. Moritzersee (See)
- Lai da Segl (R): Silsersee (See bilingual D/R)
- Lai da Silvaplauna (R): Silvaplanersee (See bilingual D/R)
- Lamboing (F): Lamlingen
- Laret (R): Loreth
- Le Landeron (F): Landern
- Lantsch (R): Lenz (bilingual R/D)
- Lausanne (F): Losanen
- Léchelles (F): Leitern
- Lens (F): Leis
- Lentigny (F): Lentenach
- Lessoc (F): Lissingen
- Leysin (F): Leissins
- Lignières (F): Linieri
- Locarno (I): Luggarus
- Lon (R): Lohn
- Lovens (F): Lowing
- Lucelle (F): Lützel
- Lucens (F): Lobsingen und Losingen
- Lucmagn (R): Lukmanierpass
- Lucomagno (I): Lukmanierpass
- Lunschania (R): Lonschane
- Lugano (I): Lauis oder Lowertz
- Lüsai (R): Lüssai
- Luven (R): Luvis

## M
- Mâche (F): Mett (Bieler Ortsteil, bilingual D/F)
- Macolin (F): Magglingen (bilingual D/F)
- Madone (I): Batnall
- Madulain (R): Madulein
- Maira (I): Mera (D/I)
- Malleray (F): Mällere
- Malögia (R)/Maloggia (I): Maloja
- Marly (F): Mertenlach (deutscher Name regional in Gebrauch)
- Marmorera (R): Marmels (Ort; als Burgname aber gebräuchlich)
- Marsens (F): Marsing
- Martigny (F): Martinach (deutscher Name regional in Gebrauch)
- Martina (R): Martinsbruck
- Maton (R): Mathon
- Medel (R): Medels im Oberland
- Mendrisio (I): Mendris
- Mervelier (F): Morschwiler
- Mesocco (I): Misox (Ort; als Talname aber gebräuchlich, siehe unten Valle Mesolcina)
- Mettembert (F): Mettenberg
- Meyriez (F): Merlach (bilingual D/F)
- Miécourt (F): Mieschdorf
- Miège (F): Miesen
- Misery (F): Miserach
- Missy (F): Missach
- Mon (R): Mons
- Montagne de Diesse (F): Tessenberg
- Montagny (F): Montenach
- Montbovon (F): Bubenberg
- Montfaucon (F): Falkenberg
- Montreux (F): Muchtern
- Montricher (F): Rogersberg
- Montsevelier (F): Mutzwiler
- Mont Soleil (F): Sonnenberg (Berg; genau genommen bezieht sich der deutsche Name nicht nur auf den Mont Soleil, sondern die ganze Montagne du Droit)
- Mont-Tramelan (F): Bergtramlingen
- Mont Vully (F): Wistenlacherberg (Berg), Wistenlach (Ort und Region) (deutsche Namen regional in Gebrauch)
- Morat (F): Murten (bilingual D/F)
- Morges (F): Morsee
- Morlon (F): Morlung
- Les Mosses (F): Aelenmöser
- Moudon (F): Milden
- Moutier (F): Münster (Berner Jura; deutscher Name teilweise noch passiv bekannt, ebenso in historischem Kontext)
- Movelier (F): Moderswiler
- Mulegns (R): Mühlen, Molins
- Muot (R): Muttler
- Muot da Rubi (R): Kistenstöckli
- Muriaux (F): Spiegelberg
- Murissen (R): Morissen
- Müstair (R): Münster (Kanton Graubünden, Münstertal)
- Mustér (R): Disentis (Kanton Graubünden, Surselva)

## N
- Neirivue (F): Schwarzwasser
- Neuchâtel (F): Neuenburg
- La Neuveville (F): Neuenstadt
- Neyruz (F): Rauschenbach
- Nods (F): Nos
- Noirmont, Le (F): Schwarzenberg
- Novena (I): Nufenen (Region und Pass bilingual D/I)
- Nyon (F): Neuss

## O
- Ollon (F): Olun
- Onnens FR (F): Onning, Onningen
- Orbe (F): Orbach
- Ormont (F): Ormund und Ulmenthal
- Orsonnens (F): Orsonning, Orsonningen
- Orvin (F): Ilfingen
- Ospizio Bernina (I): Berninahospiz (Passhöhe)

## P
- Panaduz (R): Bonaduz
- Le Pâquier (FR) (F): Rinderweide
- Paraid Naira (R): Gemspleisspitze
- Parsonz (R): Präsanz
- Pasqual (R): Paspels
- Pass da Sett (R): Septimerpass
- Pass dal Fuorn (R): Ofenpass (Pass bilingual R/D)
- Pass dil Veptga (R): Panixerpass
- Pass Lembra (R): Kistenpass
- Passo del San Gottardo (I): Gotthardpass (Pass bilingual D/I)
- Passo del Settimo (I): Septimerpass
- Passo dello Spluga (I): Splügenpass
- Passo di Bosco (I): Guriner Furggu
- Payerne (F): Peterlingen
- Pays d’Enhaut (F): Waadtländer Oberland (Region)
- Pazen (R): Patzen
- Pensier (F): Penzers
- Perrefitte (F): Beffert und Pfeffert
- Péry (F): Büderich
- Pierrafortscha (F): Perfetschied
- Pignia (R): Pignieu
- Pigniu (R): Panix
- Piz Ajütz (R): Piz Ayutz
- Piz Barghis (R): Ringelspitz (Berg bilingual R/D)
- Piz Blaisch Lunga (R): Augstenberg
- Piz Cavardiras (R): Brichlig
- Piz Costainas (R): Furkelspitz
- Piz Cotschen (R): Rötlspitze
- Piz da las Trais Linguas (R): Dreisprachenspitze
- Piz da Sterls (R): Tristelhorn
- Piz d'Es-cha (R): Piz Kesch
- Piz Dolf (R): Trinserhorn
- Piz Durschin (R): Bifertenstock
- Piz Faschalba (R): Grenzeckkopf
- Piz Fenga (R): Fluchthorn
- Piz Git (R): Gross Düssi, Düssistock
- Piz Giuv (R): Schattig Wichel
- Piz Grisch (R): Laaxer Stöckli
- Piz Güglia/Piz Gelgia (R): Piz Julier
- Piz Lagalb (R): Piz Lagalp
- Piz Lagrev (R): Piz Lungen
- Piz Lischana (R): Piz Lischan
- Piz Moesola (I): Marscholhorn
- Piz Mundin (R): Piz Mondin
- Piz Nair (Val Maighels) (R): Schwarzberg
- Piz Nurschalas (R): Pazolastock
- Piz Purtgera (R): Portgerenstock
- Piz Raschil (R): Stätzerhorn
- Piz Rots (R): Vesilspitze
- Piz Russein (R): Tödi
- Piz Sardona (R): Surenstock (Berg; obwohl dieser Berg knapp ausserhalb des rätoromanischen Gebiets liegt, ist die Bezeichnung Piz Sardona selbst im deutschsprachigen Raum geläufiger als Surenstock)
- Piz Sesvenna (R): Piz Seesvenna
- Piz Terza (R): Urtirolaspitz
- Piz Tgietschen (R): Oberalpstock
- Piz Tschütta (R): Stammerspitz
- Piz Uccello (I): Vogelhorn
- Piz Vadret (R): Sulnerspitze
- Pizzo Bìela (I): Wandfluhhorn
- Pizzo Stella (I): Martschenspitz
- Pizzo Tambo (I): Tambohorn
- Plagne (F): Plentsch
- District dal Plaun (R): Bezirk Imboden
- Pleigne (F): Pleen
- Pleujouse (F): Blitzhausen
- Les Pommerats (F): Bresselerwalden
- Pont-la-Ville (F): Ponnendorf
- Porrentruy (F): Pruntrut
- Portalban (F): Portelbank
- Poschiavo (I): Puschlav (Ort; als Talname aber gebräuchlich, siehe unten Val di Poschiavo)
- Praroman (F): Perroman
- Praz (Vully) (F): Matten
- Prêles (F): Prägelz
- Prévondavaux (F): Tiefental
- Prez (R): Präz
- Promasens (F): Promasing
- La Punt Chamues-ch (R): Ponte-Campovasto (D/I)
- Punt dal Gall (R): Marchstein
- Punta Rosa (I): Rötlspitze
- Puntraschigna (R): Pontresina
- Purtagn (R): Portein

## R
- Ramosch (R): Remüs
- Ravaisch (R): Raveisch
- Razén (R): Rhäzüns (bilingual D/R)
- Rebeuvelier (F): Rippertswiler
- Rebévelier (F): Ruppertswiler
- Recolaine (F): Riklingen
- Reconvilier (F): Rokwiler und Reckwiler
- Rein, Rain (sursilvan), Ragn (sutsilvan) (R): Rhein (Fluss bilingual D/R)
- Rein/Rain anteriur (R): Vorderrhein (Fluss bilingual D/R)
- Rein/Ragn posteriur (R): Hinterrhein (Fluss bilingual D/R)
- Renan (F): Rennen
- Reschen (R): Reischen
- Rhône (F): Rhone, Rotten (Fluss bilingual F/D; Rotten nur im Oberwallis gebräuchlich)
- Riaz (F): Zum Rad
- Riddes (F): Riden
- Riedes-Dessus (F): Oberriederwald
- Riom-Parsonz (R): Reams-Präsanz
- Riom (R): Reams
- Riviera (I): Reffier (Tal)
- La Roche (F): Zurflüh
- Roche-d’Or (F): Goldenfels
- Rolle (F): Roll
- Rom (R): Rambach
- Romainmôtier (F): Romansmünster
- Romanens (F): Romaning
- Romont BE (F): Rothmund
- Romont FR (F): Remund
- Rona (R): Roffna
- Rossemaison (F): Rottmund
- Rossens (F): Rossing
- Rossinière (F): Russeneiri
- Roten (R): Rodels
- Rougemont (F): Rötschmund
- Roveredo (I): Rofle/Ruffle
- Rue (F): Rüw
- Rueun (R): Ruis

## S
- Sagogn (R): Sagens
- Saignelégier (F): Sankt Leodegar
- Saillon (F): Schellon
- Saint-Aubin (F): Sankt Albin
- Saint-Blaise (F): Sankt Blasien
- Saint-Brais (F): Sankt Brix
- Saint-Imier (F): Sankt Immer (deutscher Name im Kanton Bern noch in Gebrauch)
- Saint-Léonard (F): Sankt Leonhard
- Saint-Maurice (F): Sankt Moritz VS
- Saint-Ursanne (F): Sankt Ursitz
- Salavaux (F): Salvenach
- Salins (F): Schalein
- Salouf (R): Salux
- Salvan (F): Scharwang
- Samedan (R): Samaden
- Samignun (R): Samnaun
- San Bernardino (I): Sankt Bernhardin oder Vogelberg
- San Murezzan (R): Sankt Moritz
- Santa Maria in Calanca (I): Santa Maria im Calancatal
- Santa Maria Val Müstair (R): Santa Maria im Münstertal
- Sarine (F): Saane (Fluss bilingual F/D)
- Savièse (F): Safiesch
- Savognin (R): Schweiningen
- S-chanf (R): Scanfs
- S-charl (R): Scarl
- Scharons (R): Scharans
- Sched (R): Scheid
- Schlarigna (R): Celerina (bilingual R/D), Cellerina
- Schluein (R): Schleuis
- Scuol (R): Schuls
- Segl (R): Sils im Engadin
- Seglias (R): Sils im Domleschg
- Seleute (F): Schelten
- Sembrancher (F): Sankt Brancher
- Sempione (I): Simplon, Simplonpass (Region bilingual D/I)
- Sent (R): Sins
- Seraplana (R): Saraplana
- Sevgein (R): Seewis im Oberland
- Siat (R): Seth
- Silvaplauna (R): Silvaplana
- Sion (F): Sitten
- Sierre (F): Siders (bilingual F/D)
- Singine (F): Sense (D)
- Soazza (I): Sowaz/Zauatz
- Soglio (I): Sils im Bergell
- Sonvilier (F): Sumwiler
- Sorens (F): Schoringen oder Soring
- Sornetan (F): Sornethal
- Sorvilier (F): Surbelen
- Soulce (F): Sulz
- Sour (R): Sur
- Soyhières (F): Saugern
- Spruga (I): Sprugg
- Stierva (R): Stürvis
- Stugl (R): Stuls
- Sumvitg (R): Somvix
- Surcasti (R): Obercastels
- Surcuolm (R): Neukirch
- Surpierre (F): Überstein
- Surrein (Sumvitg)/Surrein (Tujetsch) (R): Surrhein
- Surselva (R): Bündner Oberland (Region)
- Surses (R): Oberhalbstein (Tal)
- Susch (R): Süs
- Suze (F): Schüss (Fluss bilingual D/F)

## T
- Tavannes (F): Dachsfelden
- Tersnaus (R): Zerschnaus
- Thielle (F): Zihl (Fluss bilingual F/D)
- Thielle (F): Häusern (Ortsteil von Thielle-Wavre)
- Ticino (I): Tessin (Kanton und Fluss)
- Tinizong (R): Tinzen
- Torny-le-Grand (F): Grosstorny
- Tour-de-Trême, La (F): Zum Turm
- Tramelan (F): Tramlingen
- Treyvaux (F): Treffels
- Traun (R): Trans
- Trin (R): Trins, Hohentrins
- Trun (R): Truns, Trons
- Tschierv (R): Cierfs
- Tschimas da Tisch (R): Grubenkopf
- Tschlin (R): Schleins
- Tujetsch (R): Tavetsch
- Tumegl (R): Tomils (bilingual R/D)
- Tumliasca (R): Domleschg (Tal bilingual R/D)

## U
- Pass da l’Umbrail (R): Wormser Joch
- Undervelier (F): Unterschwiler
- Uors (R): Furth
- Urmagn (R): Urmein

## V
- Valais (F): Wallis (Kanton bilingual D/F)
- Valangin (F): Valendis
- Valchava (R): Valcava
- Val d’Anniviers (F): Eifischtal (Tal)
- Val Bregaglia (I): Bergell (Tal)
- Val de Ruz (F): Rudolfstal
- Val d’Hérens (F): Eringertal (Tal)
- Val di Poschiavo (I): Puschlav (Tal)
- Val Fenga (R): Fimbatal
- Val Lumnezia (R): Lugnez (Tal)
- Val Müstair (R): Münstertal (Tal)
- Val Schons (R): Schams (bilingual D/R)
- Val Sogn Pieder (R): Vals
- Val Susauna (R): Sulsanna
- Valle di Blenio (I): Bollenz (Tal)
- Valle Leventina (I): Livinen, Livinental (Tal)
- Valle Maggia (I): Maiental (Tal)
- Valle Mesolcina (I): Misox (Tal)
- Vaz (R): Obervaz (Untervaz ist hingegen deutschsprachig)
- Vargistagn (R): Wergenstein (bilingual R/D)
- Vaud (F/I): Waadt (Kanton)
- Vauffelin (F): Füglisthal
- Vaulruz (F): Thalbach
- Vaumarcus (F): Famergü
- Vella (R): Villa
- Vendlincourt (F): Wendelinsdorf
- Venthône (F): Venthen
- Vermes (F): Pferdmund
- Vernamiège (F): Ferneisi
- Veulden (R): Feldis (bilingual R/D)
- Vevey (F): Vivis
- Veveyse (F): Vivisbach (Fluss)
- Vex (F): Fäsch, Vesch
- Vicosoprano (I): Vespran
- Vicques (F): Wix
- Viège (F): Visp
- Vigneules (F): Vingelz (Bieler Ortsteil, bilingual D/F)
- Vignogn (R): Vigens
- Villars-le-Grand (F): Grosswiler
- Villars-sous-Mont (F): Wiler am Berg
- Villars-sur-Glâne (F): Glanewiler, Wiler bei Matran
- Villarsel-le-Gibloux (F): Villarsel am Gibel
- Villarsel-sur-Marly (F): Villarsel ob Mertenlach, Willischert
- Villarepos (F): Ruppertswil
- Villeneuve (F): Neuenstadt am Genfersee
- Vinadi (R): Weinberg
- Vissoie (F): Esso
- Vivy (F): Vivers
- Vnà (R): Manas
- Vollèges (F): Villuge
- Vuadens (F): Wüadingen, Wüdingen
- Vufflens-la-Ville (F): Wolflingen
- Vuippens (F): Wippingen
- Vuisternens-devant-Romont (F): Winterlingen bei Remund
- Vuisternens-en-Ogoz (F): Winterlingen in Ogoz
- Vuorz (R): Waltensburg

## W
- Wavre (F): Wabern (Ortsteil von Thielle-Wavre)

## Y
- Yverdon, neuerdings Yverdon-les-Bains (F): Iferten, Ifferten

## Z
- Zénauva (F): Schenof
- Zernez (R): Zernetz
- Ziran (R): Zillis (bilingual D/R)
- Zuort (R): Suort
- Zuoz (R): Zutz

## Weblink
- Glossarium Helvetiae historicum.